# Dungkek (plaats)
Dungkek is een bestuurslaag in het regentschap Sumenep van de provincie Oost-Java, Indonesië. Dungkek telt 3580 inwoners (volkstelling 2010).